# Morti nel 1968/Ottobre
| Questa pagina contiene informazioni ricavate automaticamente dalle voci biografiche con l'ausilio del template Bio e di un bot. L'aggiornamento è periodico e automatico e ricostruisce completamente la pagina. Se manca una persona in questa lista, sei pregato di non aggiungerla, ma accertati piuttosto che la sua voce biografica contenga il template Bio e che i dati anagrafici siano correttamente compilati. Se il template Bio manca, inseriscilo tu stesso o, in alternativa, metti l'avviso {{tmp\|Bio}} che ne segnala la mancanza. Se i dati riportati sono sbagliati, correggi direttamente la voce biografica; le modifiche saranno visibili in questa lista entro pochi giorni. Per chiarimenti vedi il progetto biografie. La lista contiene solo le 71 persone che sono citate nell'enciclopedia e per le quali è stato implementato correttamente il template Bio. Pagina aggiornata al 3 mar 2024. |

- 1º ottobre - Carles Fages de Climent, scrittore spagnolo (n. 1902)
- 1º ottobre - Romano Guardini, presbitero, teologo e scrittore italiano (n. 1885)
- 2 ottobre - Marcel Duchamp, pittore, scultore e scacchista francese (n. 1887)
- 2 ottobre - Enrico Mirti della Valle, militare italiano (n. 1898)
- 3 ottobre - Giorgio Agostinelli, calciatore italiano (n. 1900)
- 4 ottobre - Francis Beverley Biddle, politico e avvocato statunitense (n. 1886)
- 4 ottobre - Hitoshi Imamura, generale giapponese (n. 1886)
- 6 ottobre - Gerard de Kruijff, cavaliere olandese (n. 1890)
- 6 ottobre - Ibrahim Moustafa, lottatore egiziano (n. 1904)
- 6 ottobre - Iosif Petschovschi, calciatore rumeno (n. 1921)
- 7 ottobre - Gina Amendola, attrice italiana (n. 1896)
- 7 ottobre - Alberto Cavallero, maratoneta italiano (n. 1900)
- 7 ottobre - Giovanni Mazzucato, imprenditore e dirigente sportivo italiano (n. 1889)
- 8 ottobre - Frank Skinner, compositore statunitense (n. 1897)
- 9 ottobre - Jean Paulhan, scrittore, editore e critico letterario francese (n. 1884)
- 9 ottobre - Luisella Viviani, attrice teatrale e cantante italiana (n. 1885)
- 10 ottobre - Nikifor, pittore polacco (n. 1895)
- 10 ottobre - Augusto Amaro, calciatore portoghese (n. 1911)
- 10 ottobre - Delhy Tejero, pittrice e illustratrice spagnola (n. 1904)
- 11 ottobre - Émile Demangel, pistard francese (n. 1882)
- 11 ottobre - Joseph Lanza, mafioso italiano (n. 1904)
- 11 ottobre - George White, produttore teatrale statunitense (n. 1892)
- 12 ottobre - Charles Chandler, militare statunitense (n. 1938)
- 12 ottobre - Harry Hebner, nuotatore e pallanuotista statunitense (n. 1891)
- 12 ottobre - Francis Reynolds Shanley, ingegnere statunitense (n. 1902)
- 13 ottobre - Bea Benaderet, attrice statunitense (n. 1906)
- 13 ottobre - Vito Giuseppe Galati, politico, scrittore e giornalista italiano (n. 1893)
- 14 ottobre - Paul Shardlow, crickettista e calciatore inglese (n. 1943)
- 15 ottobre - Antonio d'Emilia, giurista e islamista italiano (n. 1908)
- 15 ottobre - Oscar Rennebohm, politico e farmacista statunitense (n. 1889)
- 16 ottobre - Norman Hallows, mezzofondista britannico (n. 1886)
- 16 ottobre - Romolo Polacchini, ammiraglio italiano (n. 1897)
- 18 ottobre - Jack Bland, suonatore di banjo e chitarrista statunitense (n. 1899)
- 18 ottobre - Michael Paulsen, calciatore norvegese (n. 1899)
- 18 ottobre - Lee Tracy, attore statunitense (n. 1898)
- 19 ottobre - Aldo Capitini, filosofo, politico e antifascista italiano (n. 1899)
- 19 ottobre - Josef Gielen, attore, direttore teatrale e regista tedesco (n. 1890)
- 20 ottobre - Paul Vincent Carroll, scrittore, drammaturgo e sceneggiatore irlandese (n. 1900)
- 20 ottobre - August Werner, calciatore tedesco (n. 1896)
- 22 ottobre - Georg Ertl, allenatore di calcio e calciatore tedesco (n. 1901)
- 22 ottobre - Pino Masnata, poeta e commediografo italiano (n. 1901)
- 22 ottobre - Demetrio Moscato, arcivescovo cattolico italiano (n. 1888)
- 23 ottobre - Enrico Marone Cinzano, imprenditore e dirigente sportivo italiano (n. 1895)
- 23 ottobre - Renato Sandalli, generale e politico italiano (n. 1897)
- 23 ottobre - Theodore Tylor, avvocato e scacchista britannico (n. 1900)
- 23 ottobre - Naima Wifstrand, attrice svedese (n. 1890)
- 24 ottobre - Raymond Asso, paroliere francese (n. 1901)
- 24 ottobre - Ed Dawson, cestista canadese (n. 1907)
- 24 ottobre - Dionigi Superti, aviatore e partigiano italiano
- 25 ottobre - Paolo Conca, operaio, politico e antifascista italiano (n. 1888)
- 25 ottobre - Rudolf Forster, attore austro-ungarico (n. 1884)
- 25 ottobre - Otho Lovering, montatore e regista statunitense (n. 1892)
- 25 ottobre - George Marshall Parker, generale statunitense (n. 1889)
- 25 ottobre - Jean Schlumberger, scrittore e critico letterario francese (n. 1877)
- 25 ottobre - Cecelia Wolstenholme, nuotatrice britannica (n. 1915)
- 26 ottobre - Sergej Natanovič Bernštejn, matematico e statistico sovietico (n. 1880)
- 26 ottobre - Giuliano Cora, diplomatico italiano (n. 1884)
- 26 ottobre - Jean Hyppolite, filosofo francese (n. 1907)
- 26 ottobre - Clare Winger Harris, scrittrice statunitense (n. 1891)
- 27 ottobre - Lise Meitner, fisica austriaca (n. 1878)
- 28 ottobre - Hans Cramer, generale tedesco (n. 1896)
- 28 ottobre - Konrad Johannesson, hockeista su ghiaccio canadese (n. 1896)
- 29 ottobre - Enrico Befani, imprenditore italiano (n. 1910)
- 29 ottobre - Angelo Pozzi, arbitro di calcio e dirigente sportivo italiano (n. 1895)
- 30 ottobre - Pert Kelton, attrice statunitense (n. 1907)
- 30 ottobre - Ramón Novarro, attore e regista messicano (n. 1899)
- 30 ottobre - Conrad Richter, scrittore, sceneggiatore e giornalista statunitense (n. 1890)
- 30 ottobre - Rose Wilder Lane, scrittrice, politologa e saggista statunitense (n. 1886)
- 31 ottobre - Giulio Del Torre, attore e regista italiano (n. 1894)
- 31 ottobre - Arthur Kvammen, calciatore norvegese (n. 1905)
- 31 ottobre - Ugo Zagato, designer e imprenditore italiano (n. 1890)